# Івар Єннер
Івар Єннер (індонез. Ivar Jenner, нар. 10 січня 2004, Утрехт) — нідерландський та індонезійський футболіст, захисник, півзахисник клубу «Йонг Утрехт» та національної збірної Індонезії.
Виступав також за клуб «Йонг Утрехт».

## Клубна кар'єра
Народився 10 січня 2004 року в місті Утрехт. Вихованець юнацьких команд футбольних клубів IJFC, «Аякс» та «Утрехт».
У дорослому футболі дебютував 2022 року виступами за команду «Йонг Утрехт», кольори якої захищає й донині.

## Виступи за збірні
У 2019 році дебютував у складі юнацької збірної Нідерландів (U-15), загалом на юнацькому рівні взяв участь у 1 іграх.
З 2022 року залучався до складу молодіжної збірної Індонезії. На молодіжному рівні зіграв у 2 офіційних матчах.
З 2023 року захищає кольори олімпійської збірної Індонезії. У складі цієї команди провів 2 матчі, забив 1 гол.
У 2023 році дебютував в офіційних матчах у складі національної збірної Індонезії.
У складі збірної був учасником кубка Азії з футболу 2023 року у Катарі.
| Дата       | Місто                   | Господарі         | Результат | Гості             | Турнір                       | Голи | Примітки |
| ---------- | ----------------------- | ----------------- | --------- | ----------------- | ---------------------------- | ---- | -------- |
| 14-6-2023  | Сурабая                 | Індонезія         | 0 – 0     | Палестина         | товариський матч             | -    | 71'      |
| 19-6-2023  | Джакарта                | Індонезія         | 0 – 2     | Аргентина         | товариський матч             | -    | 85'      |
| 2-1-2024   | Аксу                    | Лівія             | 4 – 0     | Індонезія         | товариський матч             | -    | 46'      |
| 5-1-2024   | Аксу                    | Індонезія         | 1 – 2     | Лівія             | товариський матч             | -    | 75'      |
| 9-1-2024   | Ер-Раян                 | Іран              | 5 – 0     | Індонезія         | товариський матч             | -    | 82'      |
| 15-1-2024  | Ер-Раян (муніципалітет) | Індонезія         | 1 – 3     | Ірак              | Кубок Азії 2023 - 1-й етап   | -    | 76'      |
| 19-1-2024  | Доха                    | В'єтнам           | 0 – 1     | Індонезія         | Кубок Азії 2023 - 1-й етап   | -    |          |
| 24-1-2024  | Доха                    | Японія            | 3 – 1     | Індонезія         | Кубок Азії 2023 - 1-й етап   | -    |          |
| 28-1-2024  | Ер-Раян (муніципалітет) | Австралія         | 4 – 0     | Індонезія         | Кубок Азії 2023 - 1/8 фіналу | -    |          |
| 21-3-2024  | Джакарта                | Індонезія         | 1 – 0     | В'єтнам           | Відбір до ЧС 2026            | -    | 42'      |
| 2-6-2024   | Джакарта                | Індонезія         | 0 – 0     | Танзанія          | товариський матч             | -    | 46'      |
| 6-6-2024   | Джакарта                | Індонезія         | 0 – 2     | Ірак              | Відбір до ЧС 2026            | -    | 65'      |
| 11-6-2024  | Джакарта                | Індонезія         | 2 – 0     | Філіппіни         | Відбір до ЧС 2026            | -    | 63'      |
| 5-9-2024   | Ер-Ріяд                 | Саудівська Аравія | 1 – 1     | Індонезія         | Відбір до ЧС 2026            | -    | 80'      |
| 10-9-2024  | Джакарта                | Індонезія         | 0 – 0     | Австралія         | Відбір до ЧС 2026            | -    | 70'      |
| 10-10-2024 | Ріффа                   | Бахрейн           | 2 – 2     | Індонезія         | Відбір до ЧС 2026            | -    |          |
| 15-10-2024 | Циндао                  | КНР               | 2 – 1     | Індонезія         | Відбір до ЧС 2026            | -    | 40' 85'  |
| 19-11-2024 | Джакарта                | Індонезія         | 2 – 0     | Саудівська Аравія | Відбір до ЧС 2026            | -    | 89'      |
| 20-3-2025  | Сідней                  | Австралія         | 5 – 1     | Індонезія         | Відбір до ЧС 2026            | -    | 79'      |
| 25-3-2025  | Джакарта                | Індонезія         | 1 – 0     | Бахрейн           | Відбір до ЧС 2026            | -    | 59'      |
| 5-6-2025   | Джакарта                | Індонезія         | 1 – 0     | КНР               | Відбір до ЧС 2026            | -    | 84'      |
| Усього     |                         | Матчів            | 21        |                   | Голів                        | 0    |          |